# Ianthocincla

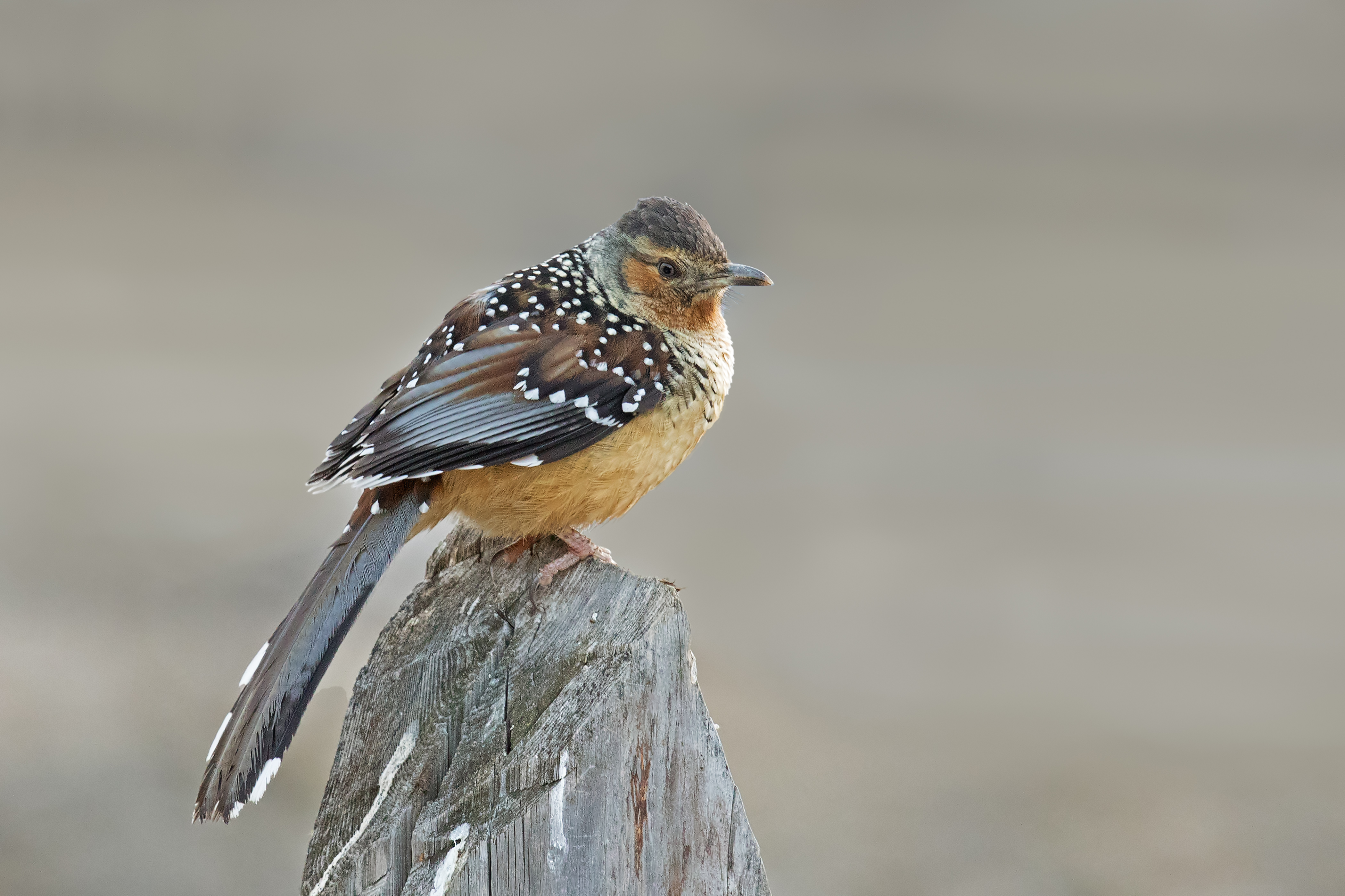
Sójkowiec duży (I. maxima)

Ianthocincla – rodzaj ptaków z rodziny pekińczyków (Leiotrichidae).

## Zasięg występowania
Rodzaj obejmuje gatunki występujące w Azji. 

## Morfologia
Długość ciała 21–35,5 cm; masa ciała 43–136 g.

## Systematyka

### Etymologia
Ianthocincla (Janthocincla, Xanthocincla, Yantocincla, Zanthocincla): gr. ιονθος ionthos „młody zarost, puch”; nowołac. cinclus „drozd”, od gr. κιγκλος kinklos „niezidentyfikowany mały przybrzeżny ptak”.

### Podział systematyczny
Takson wyodrębniony na podstawie badań filogenetycznych z Garrulax. Do rodzaju należą następujące gatunki:
- Ianthocincla sukatschewi (Berezovski & Bianchi, 1891) – sójkowiec czarnoczelny
- Ianthocincla cineracea (Godwin-Austen, 1874) – sójkowiec wąsaty
- Ianthocincla rufogularis Gould, 1835 – sójkowiec rudobrody
- Ianthocincla konkakinhensis (J.C. Eames & C. Eames, 2001) – sójkowiec wietnamski
- Ianthocincla ocellata (Vigors, 1831) – sójkowiec oczkowany
- Ianthocincla maxima (J. Verreaux, 1871) – sójkowiec duży
- Ianthocincla lunulata (J. Verreaux, 1871) – sójkowiec prążkowany
- Ianthocincla bieti Oustalet, 1897 – sójkowiec okularowy